# 南寺站
南寺站是一个陇海线上已撤销的铁路车站，位于河南省郑州市中牟县白沙镇，建于1979年。